# میکا کووسیستو
میکا کووسیستو (انگلیسی: Mika Kuusisto; ۱۳ دسامبر ۱۹۶۷ – ) اسکی‌باز صحرانوردی سابق اهل فنلاند بود. 